# Autoloader
Um autoloader ou autochanger, é um dispositivo de armazenamento de dados consistindo em ao menos uma unidade de fita (o acionador), um método de carregamento das fitas no acionador (o robot) e uma área de armazenamento para as fitas (as gavetas, ou magazines).
Autoloaders maiores com vários acionadores, robots e magazines são conhecidos como bibliotecas de fitas.
Outros tipos de autoloaders podem operar com disquetes e CDs.